# Holcim

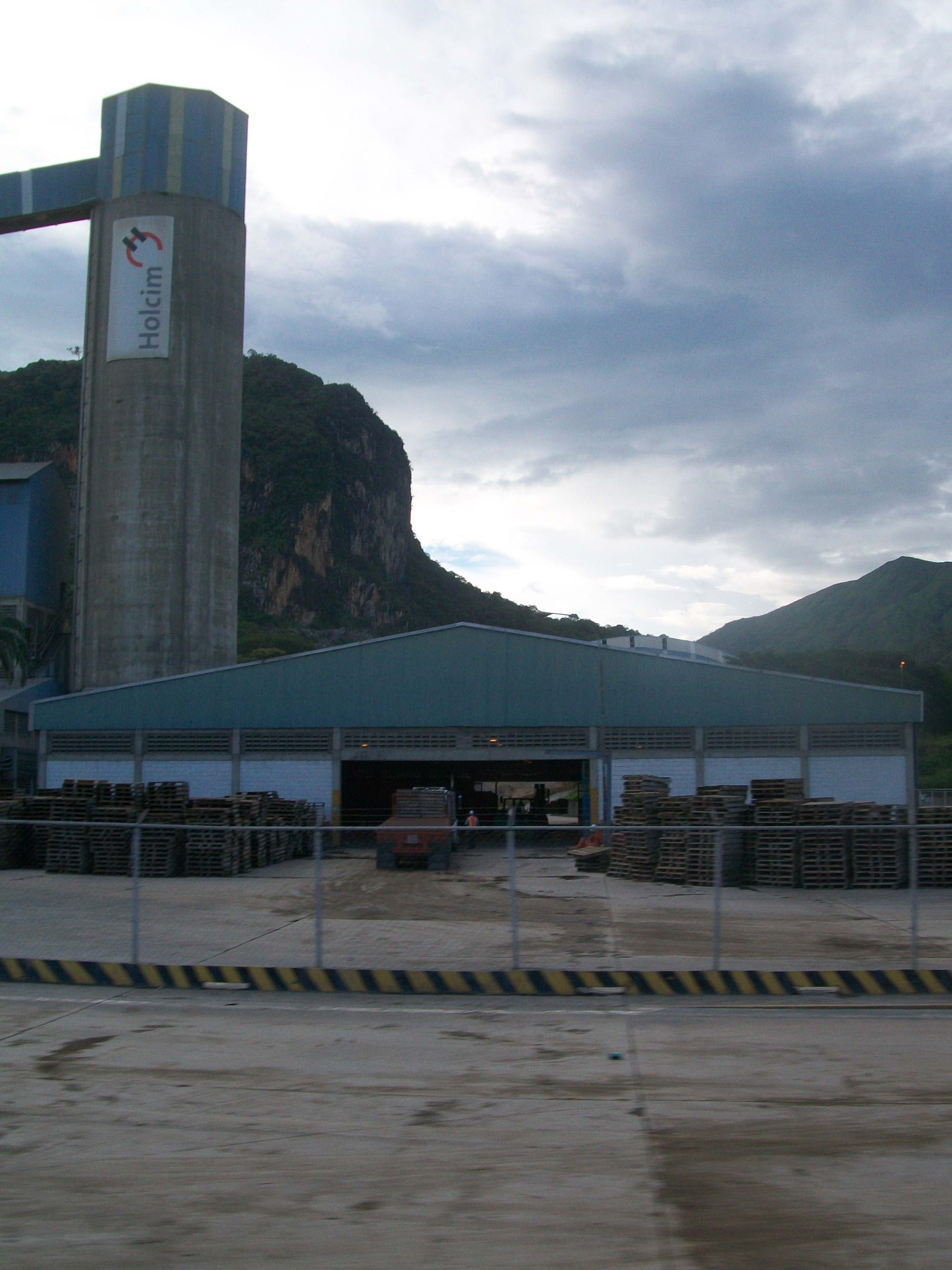
Fábrica Holcim en San Sebastián de los Reyes, Venezuela.

Holcim es una empresa suiza, líder en el suministro de cementos y áridos (piedra caliza, arena y grava) así como otros materiales como hormigón premezclado y combustibles alternativos.
En 2021 LafargeHolcim estuvo entre las 10 empresas que emitieron más toneladas equivalentes de CO2 en España con 2 Mt.

## Compañía
El grupo tiene acciones en más de 70 países en todos los continentes. Desde sus inicios en Suiza, el grupo ha crecido hasta alcanzar una escala mundial con una presencia de mercado fuerte en todo el globo. Holcim comenzó la producción de cemento en 1912 en la villa de Holderbank (Lenzburg, Cantón de Argovia, a 40 km de Zúrich) y usó el nombre de Holderbank AG hasta 2001 cuando cambió su nombre por Holcim. Actualmente es la cementera más grande del mundo, seguida de CEMEX.[cita requerida]
El Grupo ha adquirido participaciones en otras empresas, ampliando su base a más de 50 países, por ejemplo Cementos Polpaico, en Chile y Holcim Apasco en México.
El 23 de marzo de 2013, la compañía presentó una denuncia contra el Estado de Venezuela ante el tribunal arbitral internacional del Banco Mundial, por la razón de no haber recibido la indemnización por la nacionalización efectuada el 2008. La acción fue iniciada en Washington y según los expertos suizos, la indemnización sería de aproximadamente $550 millones de dólares— el valor de mercado de la filial en el momento de la nacionalización.

## Fundación
La Fundación Holcim para la Construcción Sostenible promueve innovaciones enfocadas en la construcción ecológica por medio de un Foro Internacional. El objetivo de la Fundación Holcim es alentar la respuesta sustentable en asuntos de carácter tecnológico, ambiental, socioeconómico y cultural que afecten la construcción, ya sea regionalmente como a nivel mundial.

## Holcim Apasco

Cementera Holcim en Apaxco.

Apasco fue fundada en 1928 en el municipio de Apaxco, Estado de México. En 1964, el grupo suizo Holcim (antes Holderbank) adquirió la mayor parte de las acciones, convirtiéndose en el accionista mayoritario.
Entre los años 70 y 80, Holcim Apasco adquirió Cementos Veracruz, naciendo así la división de concreto premezclado e iniciando operaciones en la planta cementera de Macuspana (Tabasco).
En los años 90, Apasco adquirió Cementos Acapulco e inició operaciones en las plantas de Ramos Arizpe (Coahuila) y Tecomán (Colima), y comenzó a operar el Centro Tecnológico del Concreto en Toluca, Estado de México.